# شمردن ستارگان
«شمردن ستارگان» (به انگلیسی: Counting Stars) یک تک‌آهنگ از وان‌ریپابلیک است که در سال ۲۰۱۳ میلادی منتشر شد.
این تک‌آهنگ در چارت‌های اسکاتلند، لهستان، فنلاند، بریتانیا در رتبه اول و در چارت‌های ، فرانسه، نروژ، استرالیا، اسپانیا، دانمارک، سوئد، سوئیس، نیوزلند، اتریش، جزو ده ترانه اول قرار گرفت.